# 이용휘 (화가)
이용휘(李容徽, 1937년 3월 4일 충청남도 부여군 ~ 2016년 7월 2일)는 대한민국의 한국화가이다. 아호는 남곡(南谷), 우남(牛南) 등이다. 국립군산대학교 예술대학 미술학과 교수 및 동 대학 명예교수를 지냈다.

## 학력
- 1958년 충남 부여고등학교 졸업
- 1962년 홍익대학교 한국화 학사
- 1982년 동국대학교 교육대학원 미술 석사

## 경력
- 1969년-1973년 서울 용산여자중학교 교사
- 1973년-1976년 서울 광희중학교 교사
- 1976년-1980년 서울 용산고등학교 교사
- 1980년-1983년 대전 목원대학교 강사
- 1981년 충남 공주사범대학교 강사
- 1982년 홍익대학교 미술대학, 청주사범대학교 미술대학 강사
- 1982년-1983년 경상대학교 미술대학 강사
- 1983년 군산대학교 교수
- 1985년 85 전국대학미전 심사위원
- 1988년-1991년 전라북도미술대전 심사위원
- 1989년 고등학교 미술교과서 심사위원
- 1990년-1991년 충청남도미술대전 심사위원
- 1992년 군산대학교 현대미술연구소장
- 1993년 원미술대전 심사위원
- 1993년 금강미술대전 심사위원
- 1993년-1994년 대한민국미술대전 운영위원, 심사위원
- 1993년-1994년 군산대학교 예술대학장
- 2000년-2002년 군산대학교 박물관장
- 2001년 대한민국미술대전 심사위원장
- 군산대학교 예술대학 명예교수

## 전시
- 1963년, 제1-34회 신수회전, 서울
- 1965년, 제15회 한국미술협회전, 덕수궁미술관
- 1975년, 한·일 미술교류전, 미도파화랑
- 1978년 5월 30일-6월 4일, 제1회 개인전, 신세계미술관
- 1980년, 한·중 미술교류전, 미도파화랑
- 1980년 11월 18일-23일, 제2회 개인전, 신세계미술관
- 1981년 6월 5일-10일, 제3회 개인전, 대전시민회관
- 1982년, 홍익동양화회전
- 1982년, 현역작가 11인 초대전, 롯데화랑
- 1982년, 미술단체연립전, 국립현대미술관
- 1982년, 동양화 중견7인전, 대전문화원
- 1982년, 아시아현대미술전, 동경
- 1982년 9월 7일-13일, 제4회 개인전, 석화랑
- 1983년, 군산대학교 교수 미전, 군산시민문화회관
- 1983년, 운보 김기창 선생 고희기념전, 미술회관
- 1983년, 전홍전, 전북예술회관
- 1984년, 신묵회 창립전, 미술회관
- 1984년, 제5회 개인전, 그로리치화랑
- 1984년, 태국국제미전, 방콕
- 1985년, KIS 85 국제미전, 전북예술회관
- 1986년, 86 한국의 자연전, 중앙청역 미술관
- 1986년, 한국화현황전, 아르꼬스모
- 1987년, 87 한국화모색전, 대전시민회관
- 1987년, 서울현대미술제, 미술회관
- 1988년, 제28회 신수회전, 현대백화점
- 1988년, 제14회 서울현대미술제, 미술회관
- 1988년, 88 한·중 수묵화전, 미술회관
- 1988년 3월 31일-4월 4일, 제6회 개인전, 전북예술회관
- 1989년, 한국화 9인 초대전, 전주 얼화랑
- 1989년, 오늘의 지역작가전, 금호미술관
- 1990년, 한국화상황모색전, 미술회관
- 1990년, 한·독 미술협회전, 서림화랑
- 1991년, 91 현대미술초대전, 국립현대미술관
- 1991년, 91 한국화 산하전, 서울시립미술관
- 1992년, 문인화 정신과 현대회화전, 서울시립미술관
- 1992년, 92 IAA 서울기념전, 예술의전당
- 1993년, 한국의 자연대전, 서울시립미술관
- 1993년, 문인화 정신의 표출전, 서울시립미술관
- 1993년, 전관개관기념 현대미술전, 예술의전당
- 1994년, 전라북도미술대전 초대작가전 , 전북예술회관
- 1994년, 개관기념 초대전, 민촌 아트센터
- 1994년, 서울국제현대미술제, 국립현대미술관
- 1994년 10월 16일-21일, 제7회 개인전, 군산 시민문화회관
- 1995년, 한·중 전통산수화전, 국립현대미술관
- 1995년, 한국의 자연대전, 한원미술관
- 1995년, 개관기념전, 전주 오궁리미술관
- 1996년, 현재와 미래전, 홍익대학교미술관
- 1996년, 96 전라한국화제전, 전주박물관
- 1997년, 97 군산허수아비미술제, 군산시민문화회관
- 1997년, 움직이는 미술관, 국립현대미술관
- 1997년, 눈그림 600년전, 전주국립박물관
- 1998년, 현대수묵화위상전, 한원미술관
- 1998년, 움직이는 미술관, 국립현대미술관
- 1998년, 공간확산전, 대전시립미술관1998년, 제8회 개인전, 덕원미술관
- 1998년, 98 전라한국화제전, 국립전주박물관
- 1999년, 전북미술 오늘과 내일의 조망, 국립전주박물관
- 2000년, 새천년 한국화 5색전, 전북예술회관
- 2000년, 움직이는 미술관, 국립현대미술관
- 2000년, 수묵화 새천년의 오늘 전, 서울시립미술관
- 2001년, 21세기 현대한국미술의 여정: 원로작가 100인전, 세종문화회관
- 2001년, 2001 한국화 표상전, 운보갤러리
- 2002년 2월 20일-26일, 제9회 개인전, 운보갤러리
- 2004년 10월 14일-11월 11일, 전북미술의 조명, 전북도립미술관

## 수상
- 2002년 8월 23일, 옥조근정훈장